# ペギー・ステュアート・クーリッジ
ペギー・ステュアート・クーリッジ（Peggy Stuart Coolidge、1913年7月19日 - 1981年5月7日）は、アメリカ合衆国の作曲家。アメリカで最初の女性の交響曲作曲家の一人と言われ、また作品がソビエト連邦で最初に演奏されたアメリカの作曲家でもある。
マサチューセッツ州スワンプスコット出身。5歳でピアノを始め、9歳で最初の曲を書き、ニューイングランド音楽院でクインシー・ポーターに師事した。最初はピアニストになる予定だったため、初期の作品はすべてピアノ曲である。
1937年にボストンスケート協会の委嘱でバレエ『割れた氷』を作曲した。これは世界最初のアイススケートのためのバレエである。この作品はファーディ・グローフェ指揮でマディソン・スクエア・ガーデンで演奏され、またアーサー・フィードラーによってボストン・ポップス・オーケストラに取り上げられた。その後も彼女のシンフォニエッタ『島』やピアノ協奏曲『黄昏の都市』などのオーケストラ作品はボストン・ポップス・オーケストラで初演された。
第二次世界大戦中はボストンで女性のオーケストラを指揮して、たびたび傷病軍人の慰問を行った。戦後はニューヨークに移って、音楽心理学の研究を始めた。1952年にボストンのフリーライターのジョセフ・R・クーリッジと結婚し、ジョセフの作った童話にペギーが曲をつける共同作業をたびたび行っている。1950年代は映画音楽や付随音楽も手掛けた。
1963年から1965年にかけてウィーン、ブダペスト、ワルシャワ、モスクワに招待されて彼女の作品が演奏され、時にはピアニストとしての腕前を披露した。この演奏旅行で彼女とジョセフはアラム・ハチャトゥリアン、ニーナ・マカロワ夫妻と親友になった。
1967年、東京で彼女の作品が演奏され、三笠宮崇仁親王と会見した。1970年に19世紀のアメリカ移民を題材とした『開拓者の踊り』を作曲し、1975年にカーネギーホールでノルウェー移民150周年記念として演奏された。
また同じく1970年にはハチャトゥリアンの尽力でモスクワで個展が開かれ、ソ連芸術労働者勲章を受賞した。これにより彼女の知名度は上昇し、作品が西ヨーロッパや東ベルリンで演奏されるようになった。そのため現在ではアメリカ国内よりも海外で知られている。
作風はアメリカ民謡とチャールズ・アイヴズ、アーロン・コープランド、ジョージ・ガーシュウィンなどの作曲家の影響を受けている。